# Синтаксис латинского языка
Синтаксис латинского языка — языковая наука и дисциплина, изучающая строение латинских предложений и словосочетаний. Особенность латинского предложения заключается в том, что каждая его составляющая, то есть слово или словосочетание, имеет определённое место в зависимости от вида предложения и его сложности.

## Латинское предложение
В латинском языке предложения бывают двух видов: простые и сложные. Простое предложение, как правило, является двусоставным — включает в себя подлежащее (subjectum) и сказуемое (praedicatum). Подлежащее может быть выражено существительным, инфинитивом, местоимением. Такое предложение иначе называют нераспространённым. Если простое предложение включает второстепенные члены предложения, то говорят, что это распространённое предложение.
Сказуемое же имеет два вида: простое (выражается глагола личной формой) и составное (в состав его входят, как правило, глагольная связка и именная часть)

## Употребление падежей
Родительный падеж является приименным. Он часто выступает в роли определения или дополнения.

## Порядок слов
Латынь, являясь языком в основе своей синтетическим, не имеет строгого порядка слов, как, например, английский или немецкий; место слова, благодаря огромному количеству флексий, не отражает его синтаксические функции.
Однако вместе с тем в повествовательном предложении наблюдается прямой порядок слов. При прямом порядке слов подлежащее и относящиеся к нему члены предложения ставятся на первом месте, а сказуемое и относящиеся к нему члены предложения на последнем месте. Прямое дополнение относится к группе сказуемого и ставится перед ним. Косвенное дополнение помещается перед прямым. Место определяющего слова в латинском языке расположено после определяемого слова.